# Zglinicki (Adelsgeschlecht)

Wappen Prus II

Zglinicki, auch Zglenicki oder Zglinitzki, ist der Name eines polnisch-preußischen Adelsgeschlechts.

## Geschichte
Das Geschlecht gehört zum eingeborenen Adel Masowiens, wo es seinen Namen nach dem Stammgut Sglinice angenommen hat und seine Stammreihe mit Stanislaus Zglinicki (1568–1591 urdkl. gnt.) beginnt. Der preußische Major und Kommandant von Brieg Anton von Zglinicki (1727–1791) stiftete eine preußische Linie. Diese konvertierte zum protestantischen Glauben und nahm zeitweise den Namen Zglinitzki an und brachte zahlreiche Offiziere der preußischen Armee hervor. Zeitweise war die Familie im pommerschen Kreis Stolp und im preußischen Kreis Neidenburg sowie im Großherzogtum Posen grundgesessen. Die polnische Linie blieb katholisch und führt durchgängig den Namen Zglinicki oder Zglenicki. Einzelne Glieder der Familie konnten sich auch in Sachsen und Russland hervortuen oder wanderten nach Amerika aus.

## Angehörige
- Franz Zglenicki (1767–1841), polnischer Weihbischof
- Anton von Zglinicki (1775–1843), preußischer Generalmajor
- Karl von Zglinitzki (1815–1883), preußischer Generalleutnant
- Friedrich von Zglinicki (1818–1886), preußischer Generalmajor
- Paul von Zglinicki (1830–1911), preußischer General der Artillerie
- Witold Zglenicki (1850–1904), polnischer Geologe, Ölausbeuter und Philanthrop
- Max von Zglinicki (1857–1915), preußischer Generalmajor
- William von Zglinicki (1864–1922), preußischer Generalleutnant
- Alexander von Zglinitzki (1884–1957), deutscher Offizier, Autor
- Friedrich Pruss von Zglinicki (1895–1986), deutscher Künstler, Schriftsteller, Illustrator und Comiczeichner
- Simone von Zglinicki (* 1951), deutsche Schauspielerin
- Thomas von Zglinicki (* 1951), deutscher Biogerontologe

## Wappen
Die Familie führt das Wappen Prus II. Es zeigt in Rot zwei mit den Spitzen oben übereinander kreisförmig zusammengelegte, unten mit einem goldenen Band zusammengehaltene silberne Sensenklingen, überhöht von einem silbernen Doppelkreuz dem der untere Linke Arm fehlt. Auf dem gekrönten (wahlweise rot-silbern bewulsteten) Helm mit rot-silbernen Decken ein auf dem Ellenbogen ruhender geharnischter Rechtsarm ein blankes Schwert haltend.